# Ingmar Nylund
Ingmar Nylund, född 28 mars 1910 i Vasa, död 16 juni 1973 i Helsingfors, var en finländsk affärsman och seglare. 
Nylund drev lågprisvaruhuset Tempo, som grundats av fadern John Nylund. "Inko" Nylund började kappsegla på 1920-talet med 40 m²-skärgårdskryssaren "Gun" och företog 1936–1966 vidsträckta långfärder med sin norskbyggda åtta "Top". Han seglade med sin av Gösta Kyntzell ritade sexa "Toy" om Sportklubbens pokal 1938 och 1939; kappseglade på 1950-talet med femfemmorna "Vistra" och "Kisen". Skattmästare för Nyländska Jaktklubben 1942–1944 och mångårig intendent för klubbholmen Brännskär.